# Karl Otto Bakowski
Karl Otto Bakowski (født 8. december 1904 i Kiel, død 27. april 1970) var en tysk telefonoperatør, der under den tyske besættelse af Danmark styrede Aflytningscentralen i Helsingør for den danske modstandsbevægelse.
Karl Otto Bakowski var flygtet fra Tyskland efter Rigsdagsbranden i 1933. Han havde siden Besættelsen levet i skjul i Helsingør i Sct. Olaigade 19 hos skomager Larsen. Her opdagede Bakowski en "død" telefonlinje, som han mente kunne anvendes mod tyskerne.
Med hjælp fra den danske telefonmontør C.B. Hansen forbandt Bakowski linjen til et hjemmelavet aflytningsapparat. Efter yderligere indgreb i telefoncentralen i Helsingør kunne Bakowski aflytte Gestapos hovedkvarter i Helsingør.
Da Bakowski forstod de tyske forkortelser og militære betegnelser, og den danske modstandsbevægelse ikke kunne finde en afløser for ham, brugte han ofte op til 22 timer i døgnet ved aflytningen. Bakowski kunne finde ud af, hvilke arrestationer Gestapo planlagde, og lavede lister til modstandsgrupperne.
Bakowski mente selv, at den vigtigste oplysning han fik var den 19. september 1944, da Gestapo planlagde arrestationen af de danske politifolk. Bakowski nåede at viderebringe en advarsel, der reddede mange betjente fra at blive arresteret af tyskerne.
Bakowskis oplysninger var så succesfulde, at tyskerne anede uråd og begyndte at sende trusler i deres telefonsamtaler til ham, der aflyttede dem. De truede med at hænge ham, skære ham i småstykker osv., når de fik fat på ham.
Truslerne og de mange timers hårde aflytningsarbejde sled på Bakowskis nerver.
Tyskerne satte en undersøgelse i gang og fandt hurtigt frem til indgrebet ved telefoncentralens krydsnet. Det fik aflytningsfolkene til at holde lav profil. Men da der ikke skete yderlige, gik de i gang igen efter en uges tid. Det var en bevidst strategi fra Gestapos side, for den 17. januar 1945 slog de til mod aflytningscentralen og Bakowski blev taget på fersk gerning med hovedtelefonerne på.
Bakowski blev bragt til Gestapo hovedkvarteret på "Wisborg" i Helsingør, hvor han blev lænket på hænder og fødder. Forhørene var dog forholdsvis fredelige, da Gestapo frygtede, at Bakowski ville miste forstanden ved for hårdhændet behandling. Han kunne desuden benytte sig af sin stammen til at forsinke svarene og få tid til at tænke sig om ved forhøret. Bakowskis sagsakter og aflytningsudstyr blev overgivet til Gestapo i Shellhuset
i København. 
Da det blev bombet af englænderne 21. marts, brændte beviserne mod ham. Bakowski blev sendt til Frøslevlejren, hvor han sad til krigens slutning. Efter befrielsen indtrådte han i Militærgrupperne og var med til at opretholde ro og orden.
Bakowski modtog aldrig officiel anerkendelse for sine bedrifter under krigen og døde forholdsvis ukendt i 1970. I Sct. Olai Gade i Helsingør findes i dag en Cafe Bakowski opkaldt efter ham.